# Croton venezuelensis
Espèce
Croton venezuelensis est une espèce de plantes à fleurs du genre Croton et de la famille des Euphorbiaceae, présente au Venezuela.
Elle a pour synonymes :
- Croton confusus, Pittier, 1930